# Mohsen Makhmalbaf
Pour les articles homonymes, voir Makhmalbaf.
Mohsen Makhmalbaf (en persan : محسن مخملباف) est un scénariste, réalisateur, monteur, producteur, acteur et directeur de la photographie iranien né le 29 mai 1957 à Téhéran (Iran). Ses filles, Samira et Hana Makhmalbaf, sont elles aussi réalisatrices.

## Biographie
Né dans une famille pauvre au sud de Téhéran, il travaille dès l'âge de huit ans, et il change de métier treize fois avant d'avoir dix-sept ans. Avant la révolution iranienne, il s'engage en politique, est arrêté et emprisonné pendant plus de quatre ans, pour n'en sortir qu'après la révolution. Il abandonne la politique, se préoccupe de culture. 
Il commence à écrire et tourner des films. Il publie également des livres, dix-sept à ce jour, traduits dans plus de dix langues. Ses films ont été montrés dans plus de quarante pays et ont été présentés plus de mille fois dans des festivals de films internationaux. En 2002, il avait remporté 26 prix. En 2000, l'Université de Boston lui décerne son prix spécial. En 2010, il est fait docteur honoris causa de l'Université Paris Ouest Nanterre La Défense. Il appartient à la nouvelle vague du cinéma iranien.
Il enseigne le cinéma aux membres de sa famille. Marzieh Meshkini, sa femme, a reçu treize prix internationaux pour son film Le Jour où je suis devenue femme, et sa fille Samira a obtenu le prix du jury au Festival de Cannes en 2000 avec son film Le Tableau noir (Takht-e Siāh). Sa plus jeune fille, Hana, a réalisé son premier film, le documentaire Joie de la folie, en 2002, puis un deuxième en 2007, sa première fiction, tournée à Bâmiyân en Afghanistan : Le Cahier.

« J'ai vu de mes propres yeux 20 000 hommes, femmes et enfants autour de la ville de Hérat, en train de mourir de faim. Ils ne pouvaient pas marcher et étaient allongés sur le sol, attendant l'inéluctable. C'était la conséquence des récentes famines. Le même jour, le haut commissaire aux Réfugiés auprès des Nations unies, Mme Sadako Ogata, a visité ces gens et a promis que le monde les aiderait. Trois mois après, j'ai appris par une radio iranienne par la voix même de Mme Ogata qu'un million d'Afghans étaient condamnés à mourir de faim.
J'en suis arrivé à la conclusion que les bouddhas de Bamyan n'avaient pas été détruits mais s'étaient écroulés de honte... face à l'ignorance du monde envers l'Afghanistan. Ils se sont écroulés sachant que leur grandeur n'était d'aucun secours. »

— « L'Afghanistan, un pays sans image » dans En Afghanistan, les bouddhas n'ont pas été détruits, ils se sont écroulés de honte, 2001
Makhmalbaf crée une organisation non-gouvernementale pour permettre aux enfants afghans d'aller à l'école en Iran ; grâce à des modifications législatives dues à son action lors de la présidence de Mohammad Khatami, il parvient à envoyer des dizaines de milliers d'enfants afghans dans des écoles iraniennes. Il s'occupe à cette époque de plus de 80 projets concernant l'éducation, l'hygiène, la construction d'écoles, l'enseignement du cinéma en Afghanistan et en Iran.
Il vit plusieurs années avec sa famille à Kaboul, où il contribue à construire des écoles et des hôpitaux. Il aide un réalisateur afghan à produire un film. Sa fille Samira réalise un film en Afghanistan, intitulé À cinq heures de l'après-midi.
Une grande partie du travail de Mohsen Makhmalbaf, parmi ses films et ses écrits, est bannie en Iran. Il quitte son pays en 2004 en protestation contre l'extrême pression de la censure et ce qu'il considère comme le retour du fascisme en Iran.
En 2013, il est président du jury du 35e Festival international du film de Moscou. Deux ans plus tard, en 2015, il préside le jury du 39e Festival international du film de Hong Kong.
En 2024, il est président du jury international de la 30e édition du festival international des cinémas d'Asie de Vesoul.

## Le cinéma de Mohsen Makhmalbaf
Makhmalbaf se consacre à plusieurs genres, des films réalistes au fantastique et au surréalisme, du minimalisme aux grandes fresques de la vie quotidienne, avec une prédilection (commune aux réalisateurs iraniens) pour les thèmes de l'enfance et du cinéma.

## L’influence de Makhmalbaf sur le cinéma mondial
Le cinéma perse en Afghanistan est en développement, après une longue période de silence. Avant le 11 septembre 2001, Makhmalbaf avait attiré l'attention générale sur l'Afghanistan avec son célèbre film Kandahar.  Kandahar était la tentative de parler d'un pays oublié. Plus tard, Yassamin Maleknasr, Abolfazl Jalili, Samira Makhmalbaf et Siddiq Barmak participèrent de manière importante au cinéma perse d'Afghanistan. Siddiq Barmak est aussi le directeur du Mouvement d'éducation des Enfants afghans (ACEM), une association qui encourage l'alphabétisation, la culture et les arts, fondée par Makhmalbaf. Cette école forme des acteurs et des réalisateurs pour le cinéma afghan émergent.
Au Tadjikistan, Makhmalbaf joue le même rôle qu'il a joué dans la reconstruction du cinéma d'Afghanistan post-taliban. 1st Didar Film Festival, le premier festival de cinéma au Tadjikistan, eut lieu en 2004.

## Filmographie
Sauf indication contraire, les informations mentionnées dans cette section peuvent être confirmées par les bases de données cinématographiques  présentes dans la section « Liens externes ».

### Comme réalisateur
- 1983 : Tobeh Nosuh
- 1984 : Este'aze
- 1984 : Do Cheshman Beesu (fa) (دو چشم بی‌سو)
- 1985 : Boycott (fa) (بایکوت, Baykot)
- 1987 : Le Camelot (fa) (دستفروش, Dastforoush)
- 1987 : Le Cycliste (بای سيکل ران, Bicycleran)
- 1989 : Le Mariage des bénis (عروسی خوبان, Arousi-ye Khouban)
- 1990 : Une occasion d'amour (نوبت عاشقی, Nobat e Asheghi)
- 1991 : Les Nuits de Zayandeh rud (شبهای زاینده رود, Shabhaye Zayendeh-Rood)
- 1992 : Nassereddin Shah, acteur de cinéma (ناصرالدین شاه،آکتورسینما, Nassereddin Shah, acteur de cinéma)
- 1993 : Images from the Ghajar Dynasty
- 1993 : L'Acteur (هنرپیشه, Honarpisheh)
- 1995 : Salaam Cinema (سلام سینما)
- 1996 : Gabbeh
- 1996 : Un instant d'innocence (Nun va Goldoon)
- 1998 : Le Silence (سکوت, Sokout)
- 1999 : Les Contes de Kish (Ghessé hayé kish)
- 2000 : Tales of an Island
- 2001 : Kandahar (ﺳﻔﺮ قندهار, Safar-e Qandahār)
- 2002 : L'Alphabet afghan (fa) (Alefbay-e afghan)
- 2005 : La Chaise
- 2005 : Sexe et Philosophie (سکس و فلسفه)
- 2006 : Le Cri des fourmis (فریاد مورچه ها)
- 2009 : The Man Who Came with the Snow - coréalisé avec Marzieh Makhmalbaf
- 2012 : Le Jardinier (fa) (باغبان,  Bāghbān)
- 2014 : Le Président (fa)
- 2019 : Marghe e sua madre (مارگه و مادرش)

### Comme scénariste
Mohsen Makhmalbaf est scénariste de tous les films qu'il a réalisés.
- 1981 : Towjeeh de Manuchehr Haghaniparast
- 1982 : Marg Deegari de Mohammad Reza Honarmand
- 1982 : Hesar dar Hesar de Mohammad Reza Honarmand
- 1985 : Zangha de Mohammad Reza Honarmand
- 1998 : La Pomme (سیب, Sib) de Samira Makhmalbaf
- 2000 : Le Tableau noir (تخته سیاه, Takhté siah) de Samira Makhmalbaf
- 2000 : Le Jour où je suis devenue femme (Roozi ke zan shodam) de Marzieh Meshkini
- 2003 : À cinq heures de l'après-midi (پنج عصر, Panj é asr) de Samira Makhmalbaf
- 2005 : Shaere zobale-ha de Mohamad Ahmadi
- 2008 : L'Enfant-cheval de Samira Makhmalbaf
- 2009 : The Man Who Came with the Snow de lui-même et Marzieh Makhmalbaf

### Comme monteur
- 1984 : Este'aze
- 1985 : Baykot
- 1987 : Dastforoush
- 1989 : Arousi-ye Khouban
- 1990 : Nobat e Asheghi
- 1990 : Deedeh-Ban
- 1991 : Shabhaye Zayendeh-Rood
- 1992 : Nassereddin Shah, Actor-e Cinema
- 1993 : Honarpisheh
- 1995 : Salaam Cinema
- 1996 : Gabbeh
- 1996 : Un instant d'innocence (Nun va Goldoon)
- 1998 : La Pomme (Sib)
- 1998 : Le Silence (Sokout)
- 1999 : Les Contes de Kish (Ghessé hayé kish)
- 2000 : Le Tableau noir (Takhté siah)
- 2001 : Kandahar (Safar e Ghandehar)
- 2002 : 11 minutes 9 secondes 1 image (11'09"01 - September 11)
- 2003 : À cinq heures de l'après-midi (Panj é asr)
- 2005 : The Chair
- 2005 : Sex and Philosophy

### Comme producteur
- 2000 : Tales of an Island : (segment "Testing Democracy")
- 2000 : Le Jour où je suis devenue femme (Roozi ke zan shodam)
- 2001 : Safar e Ghandehar
- 2003 : À cinq heures de l'après-midi (Panj é asr)
- 2003 : Osama

### Comme acteur
- 1984 : Do Cheshman Beesu
- 1996 : Un instant d'innocence (Nun va Goldoon) : le directeur

### Comme directeur de la photographie
- 2000 : Tales of an Island

## Distinctions
- Doctorat honoris causa de l'Université Paris X ( France, 2010)[4]